# Wolf Rüdiger Reutermann
Wolf Rüdiger Reutermann (* 11. Januar 1939; † 27. Juli 2006) war ein deutscher Schauspieler, Hörspiel- und Synchronsprecher.

## Leben
Reutermann wurde 1939 geboren. Als Synchronsprecher lieh er mit 773 Sprechrollen zahlreichen Schauspielern seine Stimme. So lieh er der von Frank Langella gespielten Figur Santángel in der deutschen Version des Films 1492 – Die Eroberung des Paradieses aus dem Jahr 1992 seine Stimme. Er war auch in Friedhof der Kuscheltiere und Destiny – Hoher Einsatz in Las Vegas zu hören, neben vielen anderen Produktionen. Zu einer seiner letzten Synchronarbeiten gehörte der Film Wolf Creek aus dem Jahr 2005.
Neben der Arbeit als Synchronsprecher war Reutermann auch als Schauspieler tätig. So spielte er ab 1963 in einigen deutschen Fernsehserien und Fernsehfilmen mit sowie in der Klamaukkomödie Didi und die Rache der Enterbten – an der Seite von Dieter Hallervorden. Einen letzten Auftritt vor der Kamera hatte er 1986 in einer Folge von Detektivbüro Roth.
Reutermann war regelmäßig auf Lesungen und Kulturveranstaltungen zu finden. Im Oktober 1984 brachte er ein Porträt des Dichters Arno Holz mit Mein Herz schlägt laut, mein Gewissen schreit zum Vortrag. Im November 1990 präsentierte er zusammen mit Ursula Alexa Prosa und Szenen von Hermann Sudermann im Stiftung Deutschlandhaus, Berlin. Mit der 1992 verstorbenen Alexa hatte er bereits 1976 für den ZDF-Fernsehfilm Verdunkelung vor der Kamera gestanden.
Er war auch ein gefragter Hörspielsprecher. So sprach er im Jahr 2000 Grandpa Eddy in der deutschen Version der Serie Gänsehaut (Goosebumps) unter der Hörspielregie von Heikedine Körting: Die Wut der unheimlichen Puppe (Goosebumps: Night of the Living Dummy II) und Allein mit dem Sumpfmonster (Goosebumps: How to Kill a Monster); Folge 16, Europa. Er war auch in Hörspielen von Karussell und anderen Hörspielverlagen zu hören.
Reutermann starb im Alter von 67 Jahren nach schwerer Krankheit.

## Filmografie (Auswahl)
- 1963: Hafenpolizei (Folge: Die Ölspur; Fernsehserie)
- 1976: Verdunkelung (Fernsehfilm)
- 1977: Der Haupttreffer (Fernsehfilm)
- 1984: Cold Room – Kalter Hauch der Vergangenheit (Fernsehfilm)
- 1985: Didi und die Rache der Enterbten
- 1986: Detektivbüro Roth (Fernsehserie)

## Hörspiele (Auswahl)
- 1961: Maria Lamballe: Die Jagd nach dem Täter (85. Folge: Reptile) (Marcel, Straßenjunge) – Regie: S. O. Wagner (Original-Hörspiel, Kriminalhörspiel – NDR)[5]